# Brochów (województwo mazowieckie)

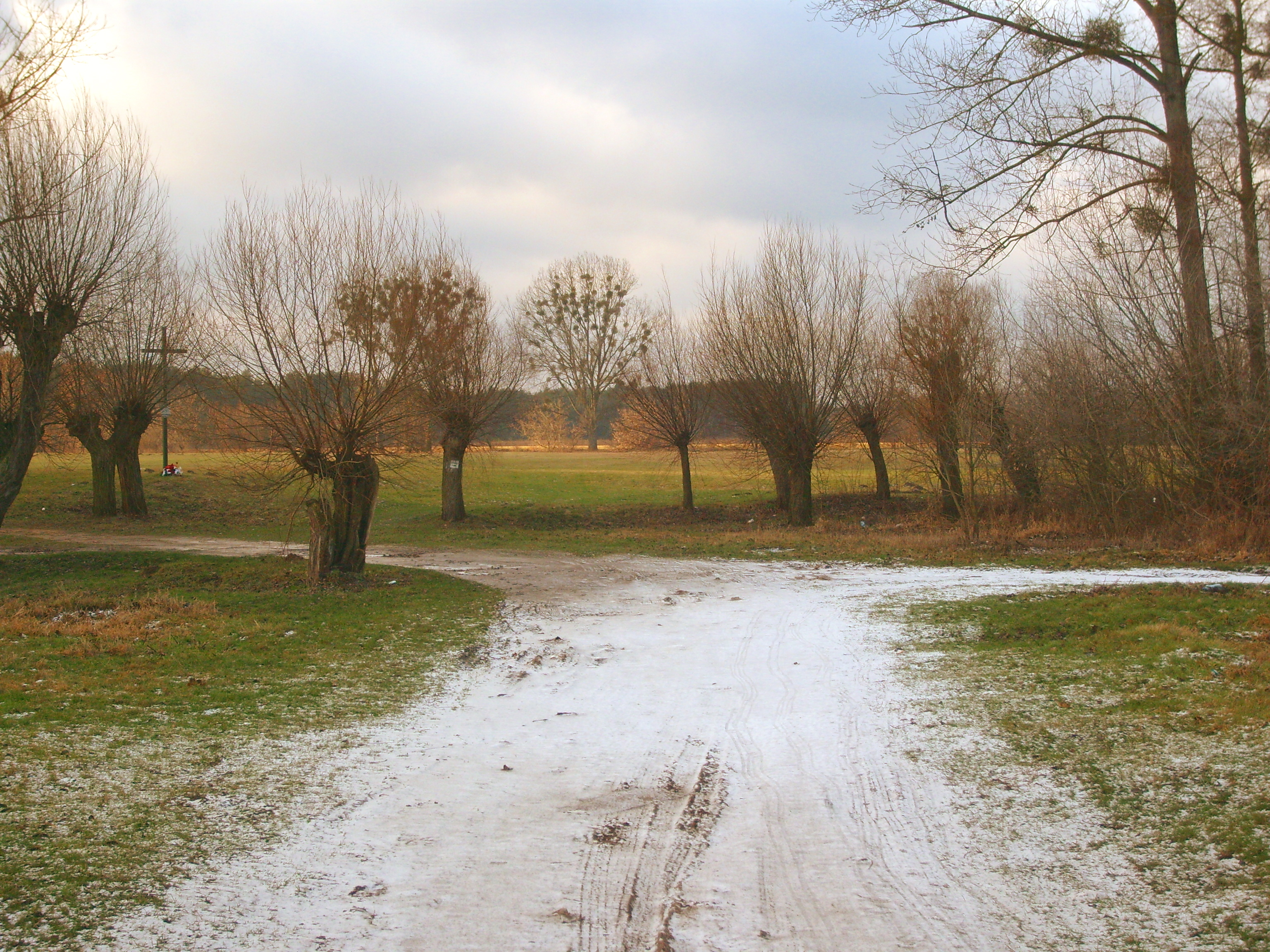
Brochów - dolina Bzury

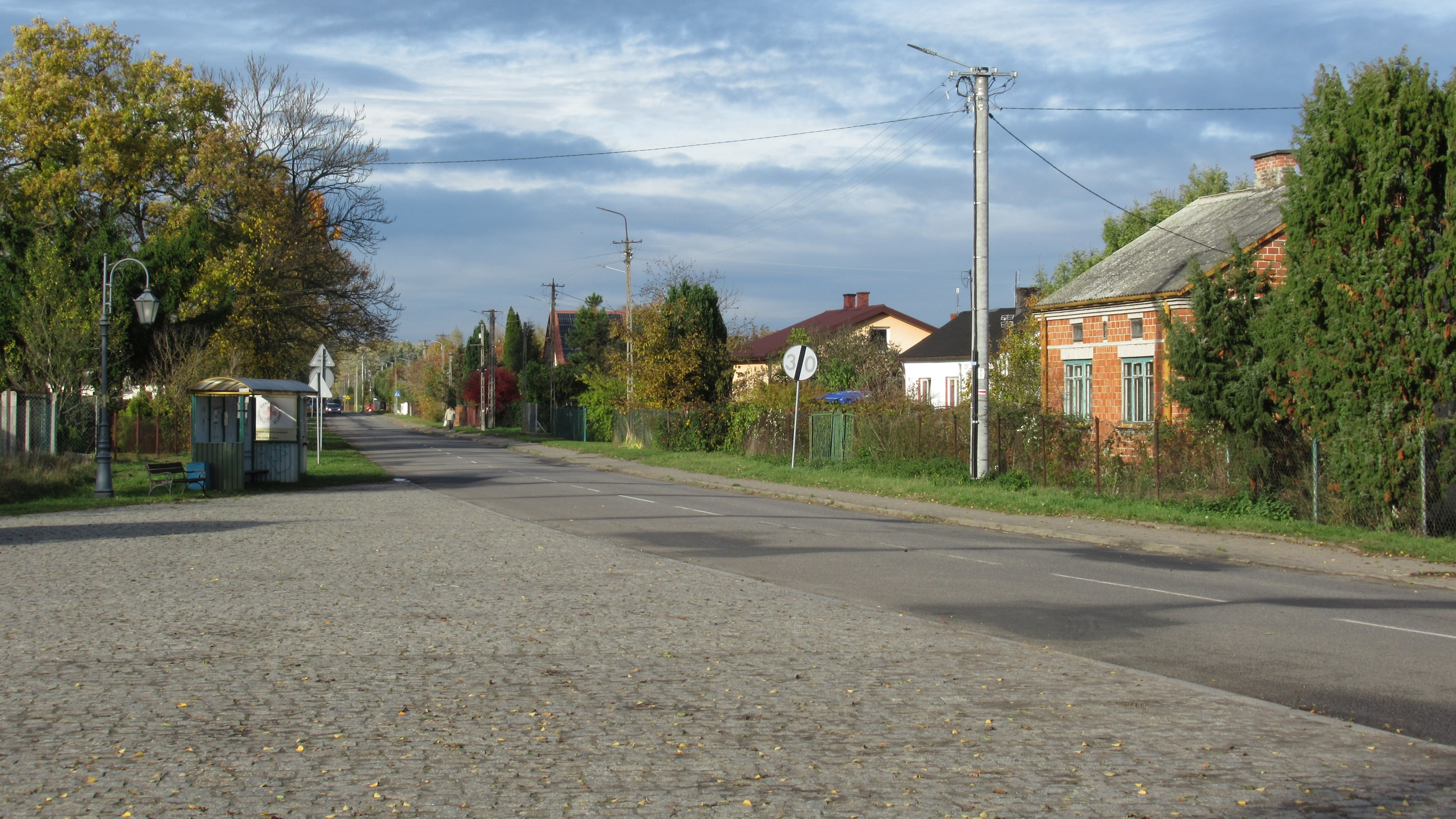
Widok ogólny

Brochów – wieś w Polsce położona w województwie mazowieckim, w powiecie sochaczewskim, w gminie Brochów. Ma status sołectwa.
Prywatna wieś szlachecka Brochowo Wielkie położona była w drugiej połowie XVI wieku w powiecie sochaczewskim ziemi sochaczewskiej województwa rawskiego. W latach 1975–1998 miejscowość położona była w województwie warszawskim.
Od 30 grudnia 1999 Brochów jest siedzibą gminy Brochów, która do końca 1995 nazywała się gmina Tułowice z siedzibą w Tułowicach. 1 stycznia 1996 zmieniono nazwę na gmina Brochów, pozostawiając jednak Tułowice jako siedzibę do 30 grudnia 1999.

## Historia
Historia Brochowa sięga co najmniej II połowy XII wieku – wymieniany jest wówczas w dokumentach jako własność niejakiego Żyrona, wielkorządcy Mazowsza i Kujaw oraz jego syna Żyry Olta, który nadał Brochów klasztorowi w Czerwińsku. Z tego powodu wiązany był później z Czerwińskiem, od 1304 był własnością rodu Prawdziców, a następnie Brochowskich herbu Prawdzic. W XVII wieku jego właścicielami stali się Lasoccy. Olbracht Adrian Lasocki nadał Brochowowi prawa miejskie w 1667.
W latach 1551–1561 i 1596 z fundacji Jana Brochowskiego – wojskiego warszawskiego, właściciela wsi – i jego rodziny wzniesiono tu kościół.
Miejscowość była wielokroć niszczona, m.in. w czasie potopu, wojen napoleońskich, I wojny światowej (1915) i II wojny światowej (bitwa nad Bzurą – na jednej z wież kościoła znajdował się wówczas punkt obserwacyjny Wojska Polskiego).